# Elisabet

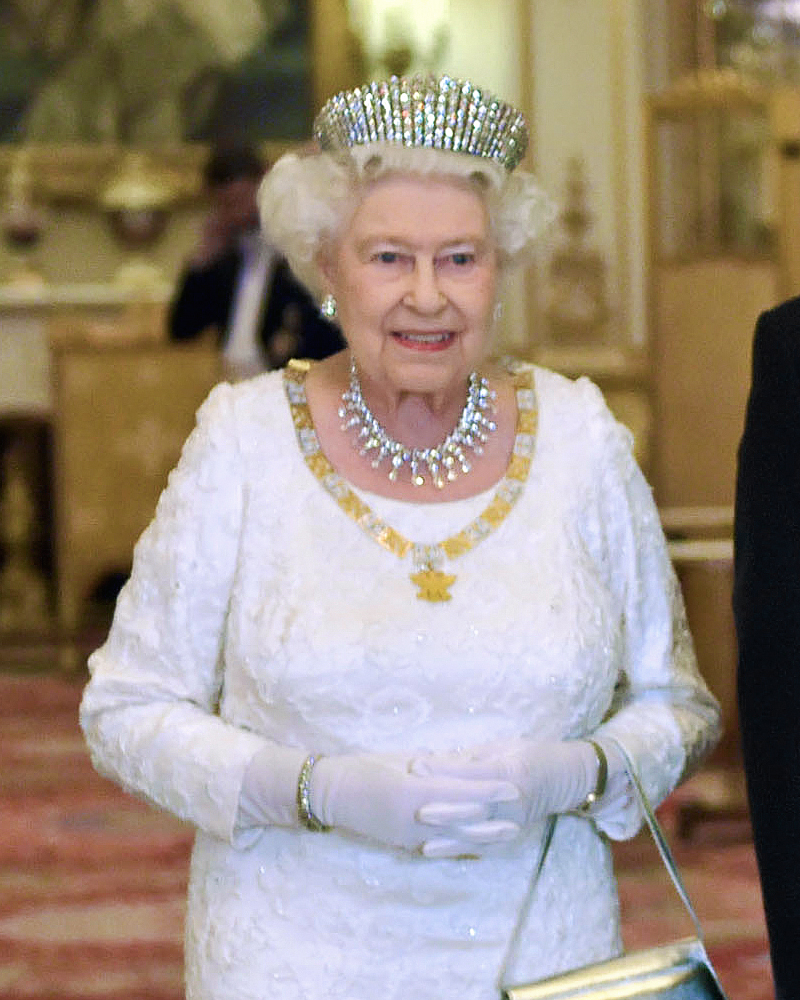
Elizabeth II, brittisk drottning 1926-2022.

Elisabet, Elisabeth eller Elizabeth är ett kvinnonamn av hebreiskt ursprung (Elisheba) som betyder ’Gud är fullkomlighet’ eller 'Gud är min ed'. Namnet förekommer på flera ställen i Gamla Testamentet men återfinns i den svenska almanackan för att hedra minnet av det ungerska helgonet Elisabet som levde på 1200-talet. Det tidigaste belägget för namnet i Sverige är från 1286, då med stavningen Elizabet. Namnet är ett av de allra vanligaste i Sverige, för närvarande på andra plats efter Maria, om man räknar även de som har namnet som andranamn. Som tilltalsnamn avtar dock populariteten och i mitten av 1990-talet föll namnet ut ur topp 100-listan.
Få svenska kvinnonamn har gett upphov till så många stavningsvarianter, namnformer och smeknamn som Elisabet. Erzsébet är den ungerska formen av namnet och Isabella/Isabel de italienska, spanska och portugisiska, Isabelle den franska, och Elisaveta/Jelisavjeta den ryska. Vanligt förekommande smeknamn och förkortningar av namnet är Bettan, Betty, Elsa och  Lisa.
Den 31 december 2014 fanns det totalt 351 323 kvinnor folkbokförda i Sverige med namnet Elisabet/Elisabeth/Elizabeth, varav 32 391 bar det som tilltalsnamn.
Namnsdag: i Sverige 19 november (sedan medeltiden). I den finlandssvenska namnsdagslängden har Elisabet namnsdag 19 november sedan 1950. Före det hade Elisabet namnsdag 17 september 1929–1949.

## Personer med förnamnet Elisabet/Elisabeth/Elizabeth/Isabella

### Kungligheter
- Elisabet Farnese, spansk drottning 1714, född italiensk prinsessa av Parma
- Elisabet I, engelsk drottning och statschef 1558
- Elisabet Sabina Vasa, svensk prinsessa (1582-1585), dotter till kung Karl IX
- Elisabet Stuart, böhmsk drottning 1619
- Elisabet Vasa, hertiginna av Mecklenburg, född svensk prinsessa dotter till kung Gustav I
- Elisabet av Danmark (1485–1555), tysk furstinna (Brandenburg), svensk-dansk-norsk prinsessa dotter till kung Johan II
- Elisabet av Holstein (död 1402), tysk furstinna (Holstein), trolovad 1362 med Håkan Magnusson av Sverige och Norge
- Elisabet av Holstein (hertiginna av Sachsen-Lauenburg), cirka 1300–1340
- Elisabet av Ryssland, rysk kejsarinna och statschef 1742-1762
- Elisabet av Ungern, även Elisabet av Thüringen, tysk furstinna och helgon
- Elisabet av Wied, rumänsk drottning 1881-1914
- Elisabet av Österrike (1437–1505), drottning av Polen
- Elisabet av Österrike (1501–1526), drottning av Danmark, Norge och Sverige
- Elisabeth av Bayern (1837–1898), österrikisk kejsarinna
- Elisabeth av Bayern (1876–1965), belgisk drottning 1909
- Élisabeth av Frankrike (1764–1794), fransk prinsessa 1764, syster till kung Ludvig XVI
- Elisabeth av Holstein (död 1416), dotter till Nikolaus av Holstein
- Elisabeth av Valois, spansk drottning 1566, född fransk prinsessa av Valois
- Elisabeth av Österrike (1526–1545), drottning av Polen
- Elisabeth av Österrike (1554–1592), drottning av Frankrike
- Elizabeth Bowes-Lyon, brittisk drottning 1936-1952, därefter benämnd Drottningmodern
- Elizabeth II, brittisk drottning och statschef 1952–2022 (Förenade kungariket Storbritannien och Nordirland samt flera andra länder)
- Elsa Elisabeth Brahe, svensk hertiginna som andra gemål till hertig Adolf Johan av Stegeborg.
- Isabella I av Kastilien, spansk drottning och statschef 1479 gift med Ferdinand II, kallad Isabella den katolska
- Isabella II av Spanien, spansk drottning och statschef 1833, kallad Isabella
- Isabella av Angoulême, engelsk drottning 1200
- Isabella av Aragonien (1247–1271), fransk drottning 1270
- Isabella av Aragonien (1470–1524), hertiginna av Milano
- Isabella av Bayern, fransk drottning 1380
- Isabella av Brasilien, brasiliansk prinsessa och tronföljare, fransk prinsessa 1864
- Isabella av Frankrike, engelsk drottning 1308, född fransk prinsessa, kallad Isabella Capet
- Isabella av Hainaut, fransk drottning 1180
- Isabella av Valois, engelsk drottning 1396, född fransk prinsessa

### Övriga
- Elisabet (biblisk person), Johannes Döparens mor
- Elisabeth Andreassen, norsk sångare
- Elisabeth Aronson, svensk författare
- Elizabeth Báthory, ungersk grevinna och sadist
- Elizabeth Bowen, brittisk författare
- Elisabet Carlsdotter (Gyllenhielm), svensk adelsdam, dotter till prins Karl Filip
- Bette Davis, amerikansk skådespelerska
- Elisabet Dillner, svensk sjuksköterska och medicinhistoriker.
- Elisabeth Djurle, svensk präst
- Elisabeth Egnell, svensk basketspelare
- Elisabeth Erikson, svensk operasångerska
- Elisabeth Frisk, svensk skådespelare
- Elizabeth Gaskell, engelsk författare
- Elizabeth George, amerikansk kriminalförfattare
- Elisabeth Hjelmqvist, svensk författare
- Elisabet Holm, svensk politiker och statsråd
- Elisabeth Höglund, svensk journalist
- Elisabeth Järnefelt, finländsk värdinna på litterära salonger
- Elisabeth Killander, svensk sjuksköterska
- Elisabeth Koch, finländsk trädgårdsrådgivare och trädgårdsplanerare
- Elisabeth Kübler-Ross, schweizisk-amerikansk psykiater och författare
- Elisabeth Ljunggren, simmare
- Elisabeth Nilsson, f.d. landshövding i Östergötlands län
- Elisabeth Olin, sångerska, operaprimadonna
- Elisabeth Rehn, finländsk politiker
- Elisabeth Schwarzkopf, tysk operasångerska
- Elisabeth Svantesson, svensk politiker
- Elisabeth Söderström, svensk konsertsångare
- Elizabeth Taylor, brittisk-amerikansk skådespelerska
- Elisabeth Östberg, svensk friidrottare

### Fiktiva personer med förnamnet Elisabeth
- Elisabeth, huvudperson i Elin Wägners roman Norrtullsligan från 1908.
- Elisabeth Lerwacht, person i SVT:s dramaserie Rederiet.